# Muzej likovnih umjetnosti u Osijeku
Muzej likovnih umjetnosti u Osijeku utemeljen je 1954. godine. Od te godine pod ravnateljstvom slikara Jovana Gojkovića djeluje kao samostalna ustanova. Prvotno je muzej bio smješten u zgradi Županije. Godine 1964. muzej je preseljen u nove prostore na adresi Europske avenije 9, u prilagođeni neorenesansni objekt sagrađen krajem 19. stoljeća gdje je i danas smješten – Vila Neumann.
Zgrada ima 460 m² izložbenog prostora, 150 m² radnog prostora i 85 m² suvremeno uređenih depoa.

## Djelatnost
Djelatnost muzeja definiran je zakonskom legislativom vezanom uz muzeje. Muzej izlaže djela likovne umjetnosti 18. i 19. stoljeća te umjetničke slike s prijelaza 19. u 20. stoljeće nastale u duhu secesije, impresionističkog realizma i rane moderne.

## Građa
Umjetnička zbirka postojala je prije osnutka galerije i bila je sastavni dio Muzeja Slavonije osnovanog 1877. godine. Prva građa dobivena je donacijama građana krajem 19. stoljeća no nije se mogla primjereno prikazati zbog nedostatka prostora. Broj umjetnina se je s vremenom povećavao, a s dobivanjem vlastitog prostora umjetnine su se mogle kvalitetno izložiti. Građa se sastoji od vrijednih djela priznatih umjetnika i podijeljena je u četiri zbirke: Zbirku crteža i grafika, Zbirku skulptura, Zbirku slika 18. i 19. stoljeća i Zbirku slika 20. stoljeća. Najstarije slike i grafike koje se čuvaju u galeriji potječu iz prve polovice 18. stoljeća (1740. godine).

## Usluge
Pružanje stručne pomoći iz područja djelatnosti galerije, održavanje predavanja, vršenje stručnog vodstva, pružanje usluge informiranja vezano uz aktivnosti, organiziranje izložbi, objavljivanje stručnih publikacija.

## Vanjske poveznice
- Galerija likovnih umjetnosti, Osijek  Arhivirana inačica izvorne stranice od 12. listopada 2014. (Wayback Machine)
- Mrežne stranice Galerije likovnih umjetnosti Osijek